# Tripsrath

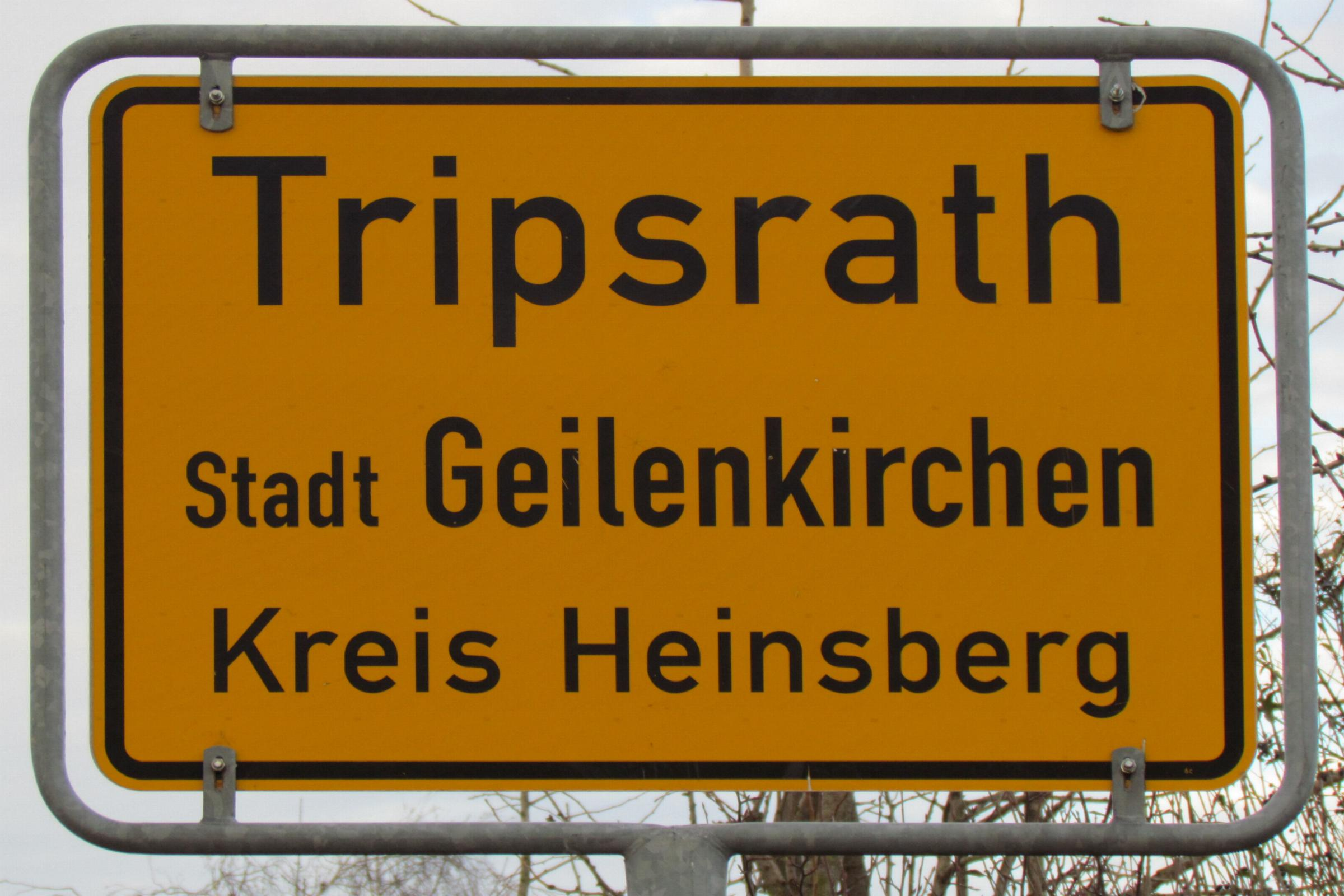
Ortsschild

Tripsrath ist ein Ortsteil der Mittelstadt Geilenkirchen im Kreis Heinsberg in Nordrhein-Westfalen.

## Geographie

### Lage
Tripsrath liegt ca. 2 km nördlich von Geilenkirchen an der Bundesstraße 221, die von Straelen im Kreis Kleve über Heinsberg und Geilenkirchen nach Alsdorf in die Städteregion Aachen verläuft. Die Strecke hat eine Länge von 75 km.

### Gewässer
Bei Starkregen und bei Schneeschmelze fließt das Oberflächenwasser aus Tripsrath zum Graben Zumdahl (GEWKZ 282874), der nach einer Länge von 3,614 km in die Wurm fließt.

### Nachbarorte
| Straeten   | Uetterath                                   | Hoven    |
| Hatterath  | Kompassrose, die auf Nachbargemeinden zeigt | Kraudorf |
| Niederheid |                                             | Hochheid |

### Siedlungsform
Tripsrath ist ein sogenanntes Kirchdorf und zugleich ein Haufendorf.

## Geschichte

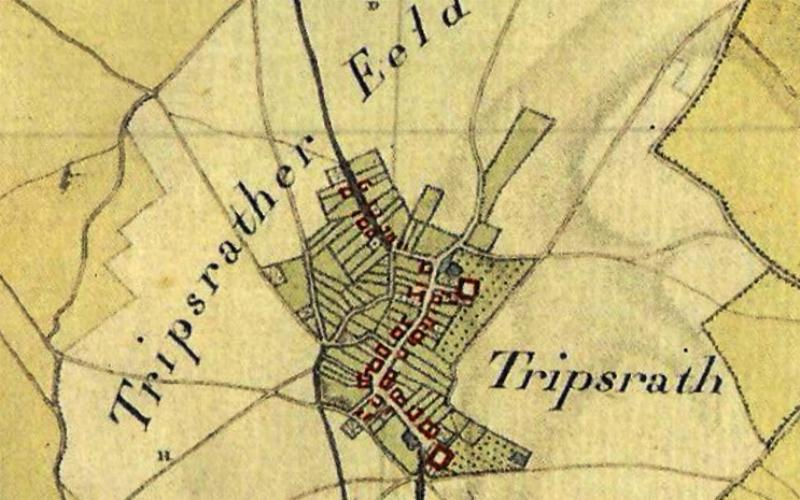
Tripsrath auf der Tranchotkarte 1803–1820

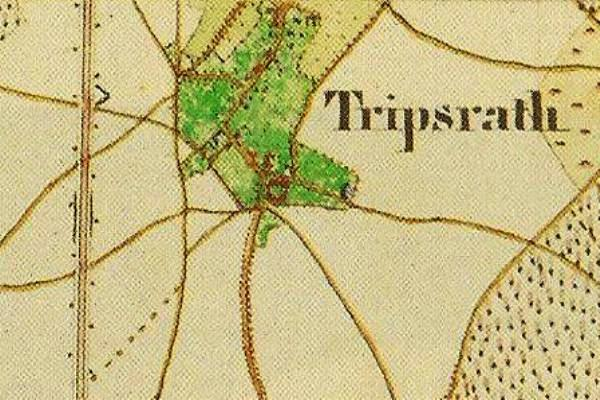
Tripsrath auf der Urkatasterkarte 1846

### Ortsname
- 1210 Tripzerode
- 1303 Tripsrode
- 14. Jh. Tripsroden
- 1449 Tripsroide
- 1518 Tripsraeren
- 1666 Tripsrad

### Namensherkunft
Die genaue Herkunft des Ortsnamens ist nicht abschließend geklärt. Die Endung -rath deutet dabei auf eine Rodung hin, die vermuten lässt, dass der Ort an einer Stelle errichtet wurde, die mit Wald bewachsen war. Diese Abgrenzung passt gut zur Bezeichnung des Nachbarortes Hochheid, die mit Heideflächen in Bezug gesetzt wird. Zur Herkunft des ersten Namensbestandteils Trips finden sich Deutungsansätze, die auf die in unmittelbarer Nähe liegende Burg Trips verweisen und damit auf das Geschlecht derer von Trips. Die Burg Trips wurde aber unstreitig erst später errichtet. Der Ortsname „Tripzerode“ wird bereits in einer Schenkungsurkunde aus dem Jahr 1210 erwähnt.

### Ortsgeschichte

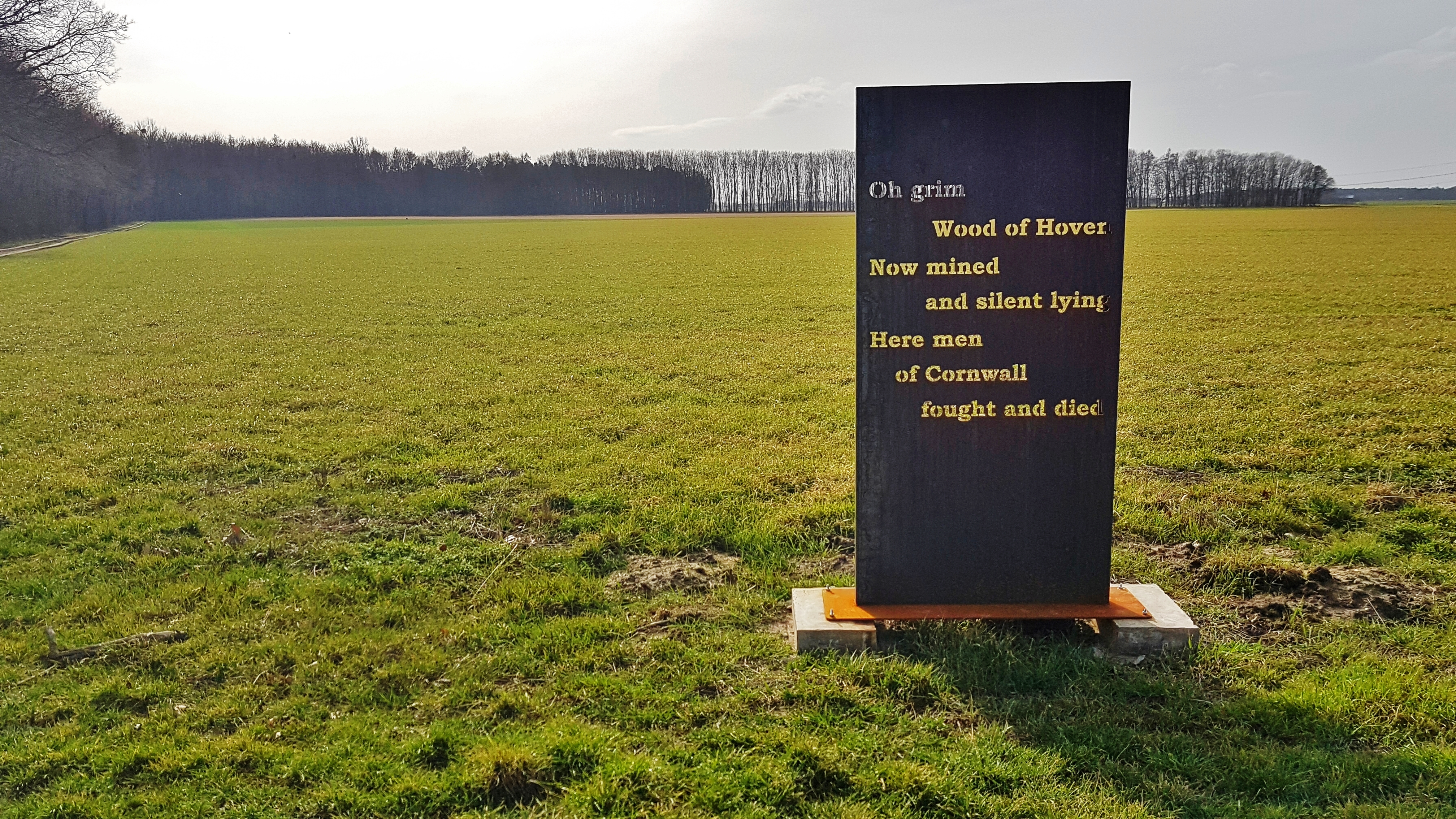
In Gedenken an die Winterkämpfe Nov. 1944 – Febr.1945 im Raum Rischden -Tripsrath – Hoven

Tripsrath gehörte früher zum Jülicher Amt Geilenkirchen. Eine Hufe zu Tripsrath war 1210 im Besitz des Heinsberger Norbertinerstifts. Einen Hof sowie zwei Drittel des Zehnts besaß hier das Gangolfusstift. Ein anderer Hof zu Tripsrath erscheint seit dem 14. Jahrhundert als Lehen der Herrschaft Heinsberg und unterstand später der Mannkammer Geilenkirchen. Das älteste heute noch vorhandene Haus datiert aus dem Jahre 1653.
Tripsrath hatte 1828 insgesamt 277 Einwohner, 1852 waren es 349 Einwohner.
Am Morgen des 18. November 1944 bewegte sich das 1. Bataillon-Worcestershire-Regiment über die niederländisch-deutsche Grenze und begann seinen Angriff auf deutschen Boden, um das Dorf Tripsrath einzunehmen. Als Teil der 214. Brigade waren sie die ersten britischen Truppen, die auf deutschem Boden kämpften. Ihre Aufgabe war es, die Nordwestseite von Geilenkirchen zu nehmen, um die linke Flanke abzudecken und die Amerikaner zu unterstützen.
Im Zuge der Gebietsreform zum 1. Januar 1972 blieben die Orte Tripsrath, Hochheid und Rischden bei der Stadt Geilenkirchen.
Die Orte Tripsrath, Hochheid und Rischden bilden eine Dreidörfergemeinschaft. Ihr gemeinsamer Treffpunkt ist das Bürgerhaus, die frühere Alte Schule. Unter dem Motto: Bürgerhaus stärkt die Gemeinschaft wurde das Haus im September 2011 seiner Bestimmung übergeben.

### Kirchengeschichte

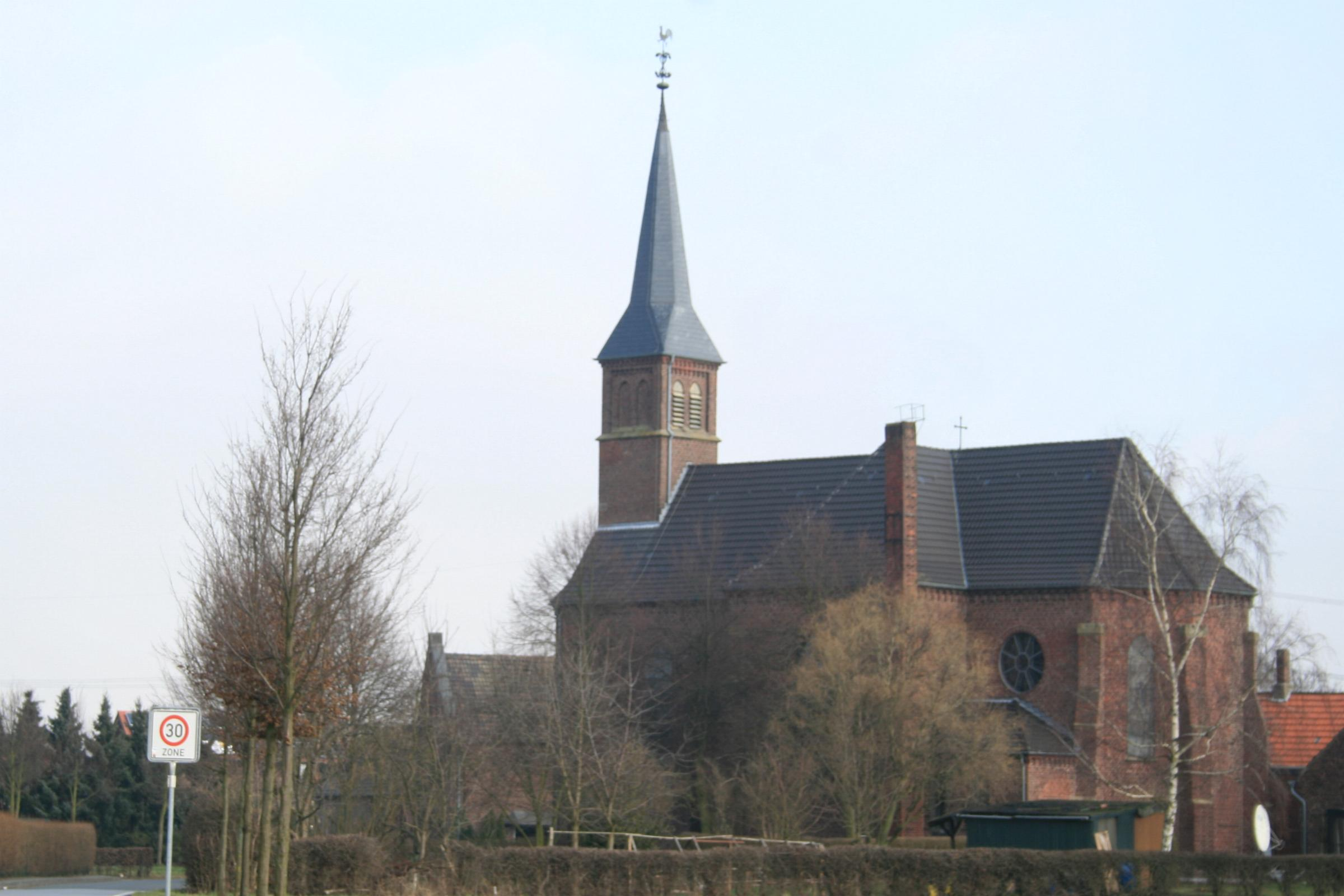
Pfarrkirche St. Anna Tripsrath

Die Pfarre St. Anna Tripsrath setzt sich aus den Orten Tripsrath mit Brüggerhof, Hochheid, Rischden und Königshof zusammen. Die Bevölkerung besteht zum größten Teil aus Katholiken.
Die Pfarrgemeinde St. Anna in Tripsrath entstand durch Abpfarrung der Ortschaften Tripsrath mit Königshof, Hochheid und Rischden von der Pfarre St. Marien in Geilenkirchen. Möglich wurde dies durch Schenkungsversprechen von 80 Personen zur Finanzierung eines Rektorats sowie der Schenkung eines Grundstückes zur Errichtung der Pfarrkirche von Frl. Adele Wilhelmine Cockerill, die als Auflage die Erhebung zur Pfarrkirche vorsah.
1869 beschloss der Kirchenvorstand die Gründung eines eigenen Rektorates, 1870 wurde in Tripsrath eine Scheune als Notkirche eingerichtet. Am 9. Januar 1891 wurde Tripsrath zur Pfarre erhoben. Am 8. August 1873 legte Weihbischof Baudri den Grundstein zum Kirchenbau. Die feierliche Einweihung war am 30. Mai 1893. Im Kriegsjahr 1944/45 wurde die Kirche schwer beschädigt, 1953 war der Wiederaufbau fertiggestellt.
Im Zuge der Pfarrgemeindereformen im Bistum Aachen wurde die ehemals eigenständige katholische Pfarrgemeinde St. Anna Tripsrath in die Gemeinschaft der Gemeinden (GdG) St. Bonifatius Geilenkirchen eingegliedert.

### Schulwesen

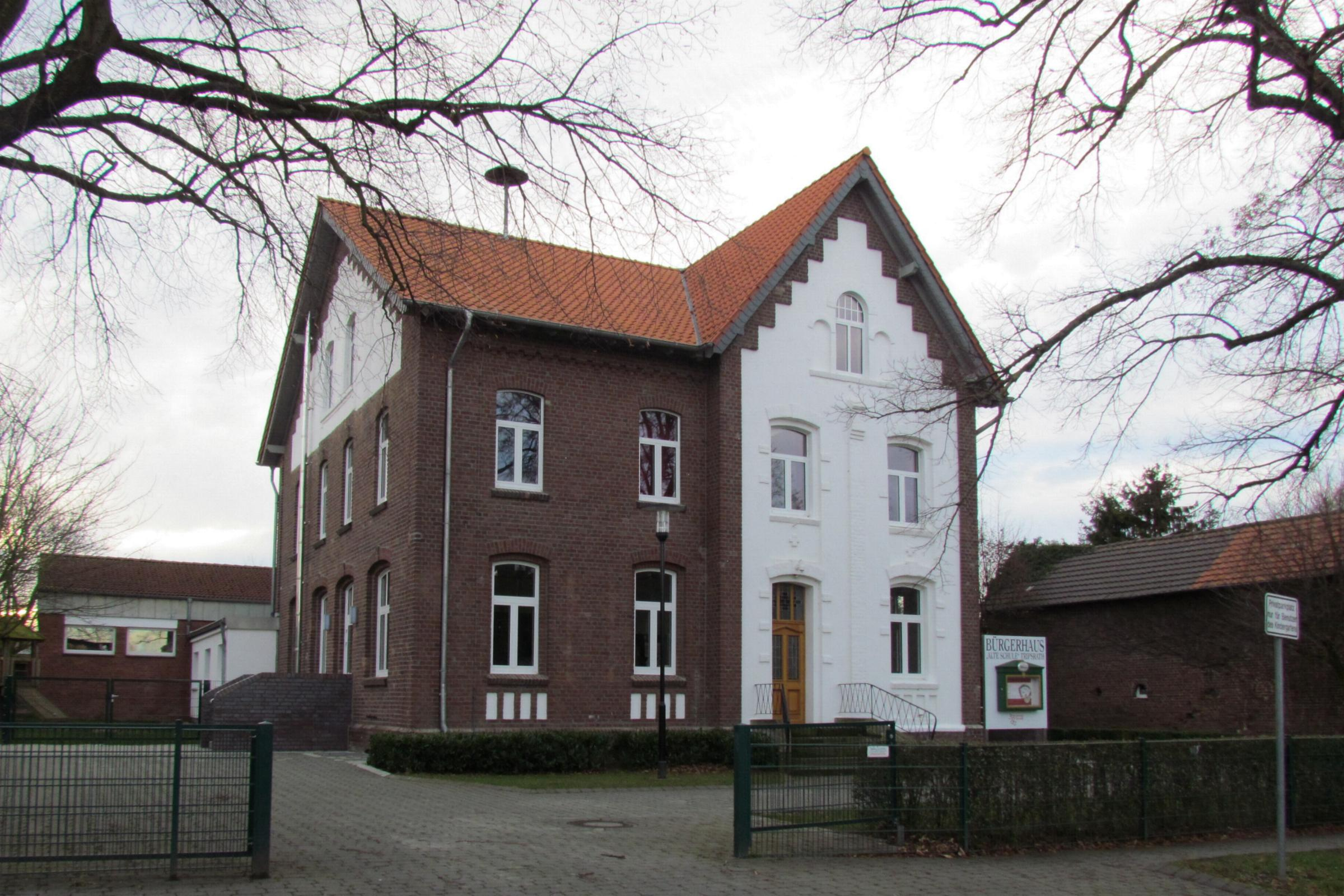
Alte Schule von Tripsrath

- Volksschule Tripsrath 1925: 2 Klassen, 2 Stufen, 1 Lehrer, 1 Lehrerin, 78 Kinder
- Volksschule Tripsrath 1965: 2 Klassen, 2 Lehrerstellen, 72 Kinder

## Politik
Gemäß § 3 (1) k) der Hauptsatzung der Stadt Geilenkirchen bilden die Orte Tripsrath, Hochheid und Rischden einen Stadtbezirk, der durch einen Ortsvorsteher im Stadtrat der Stadt Geilenkirchen vertreten wird.

## Sehenswürdigkeiten

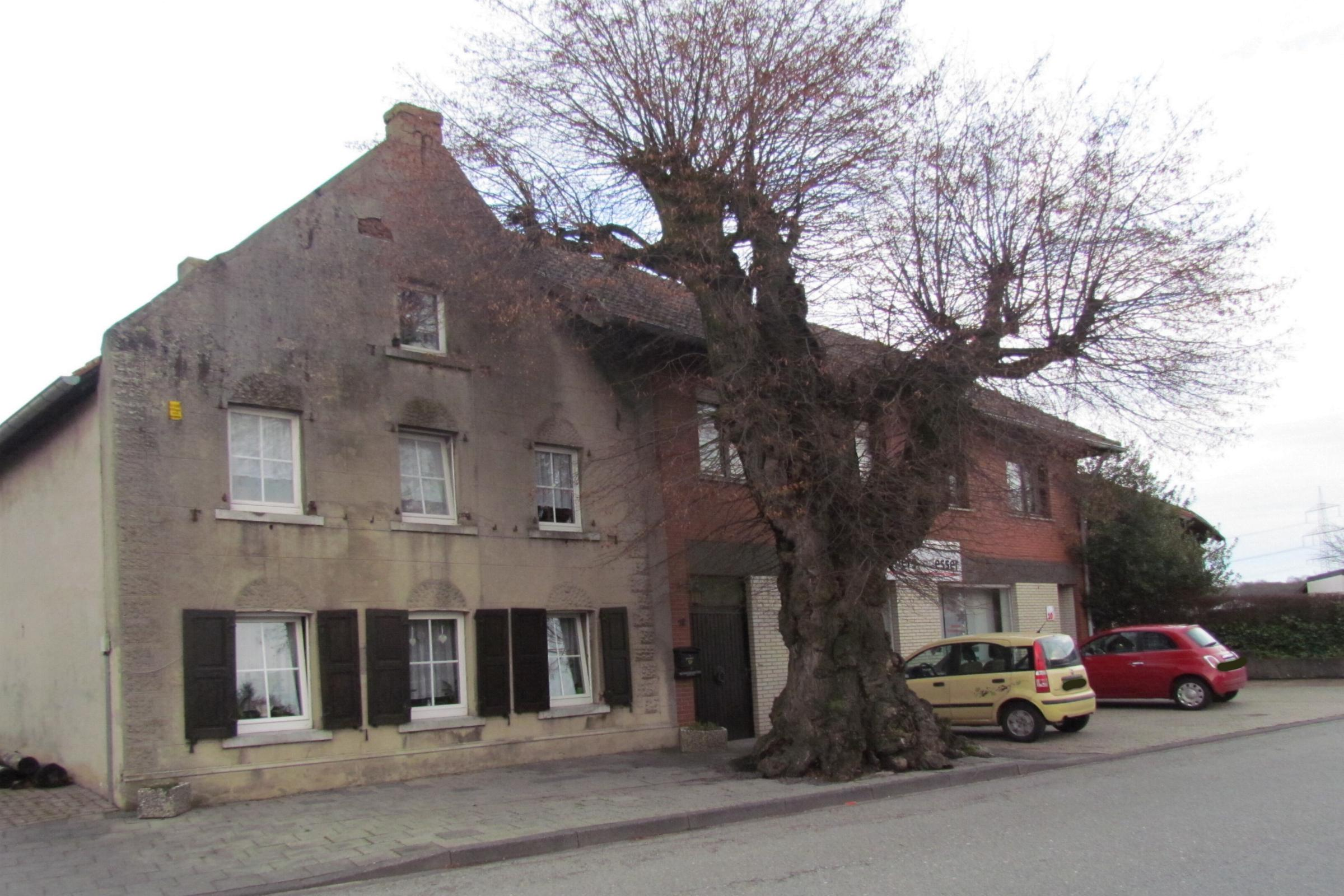
600 Jahre alte Linde

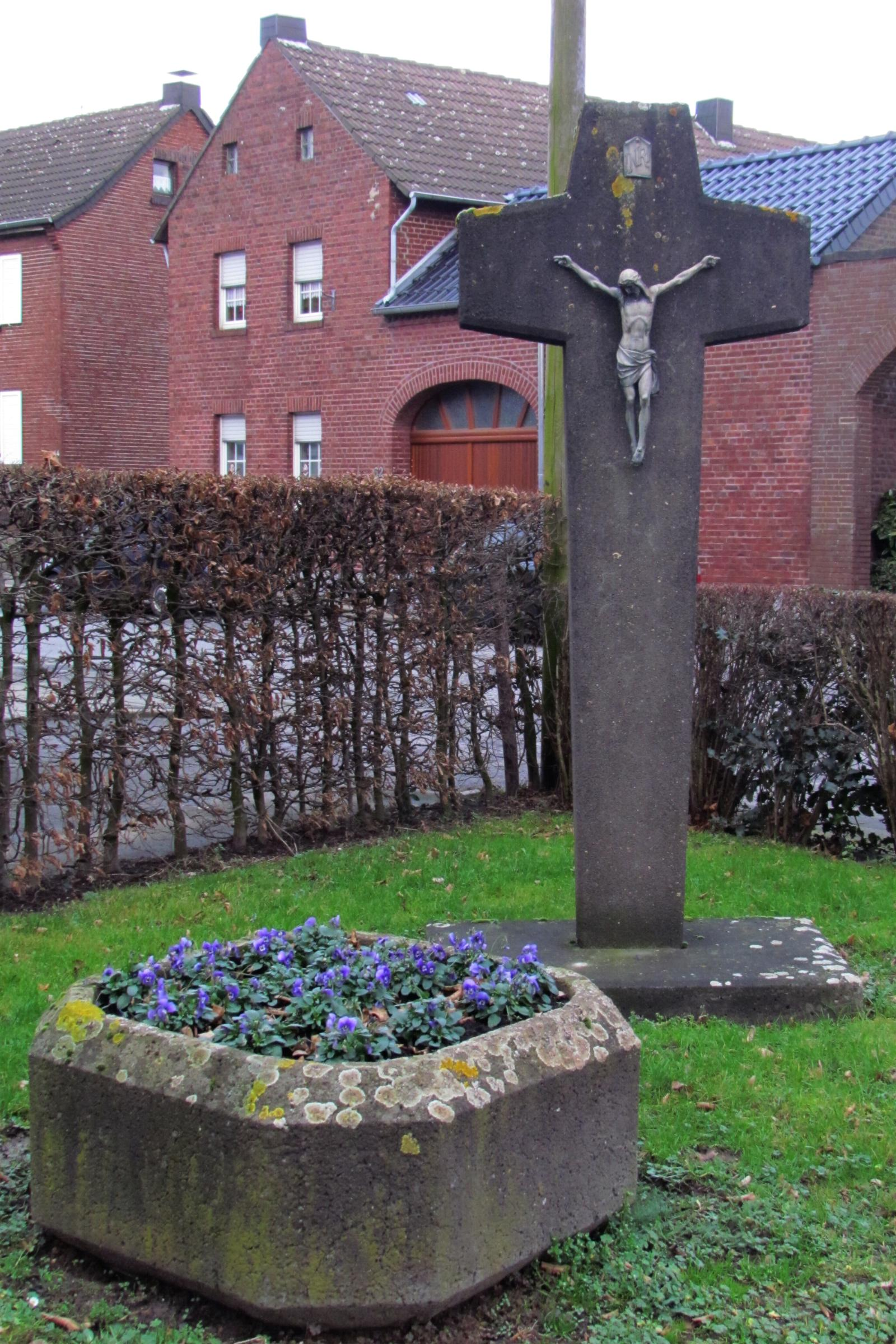
Wegekreuz

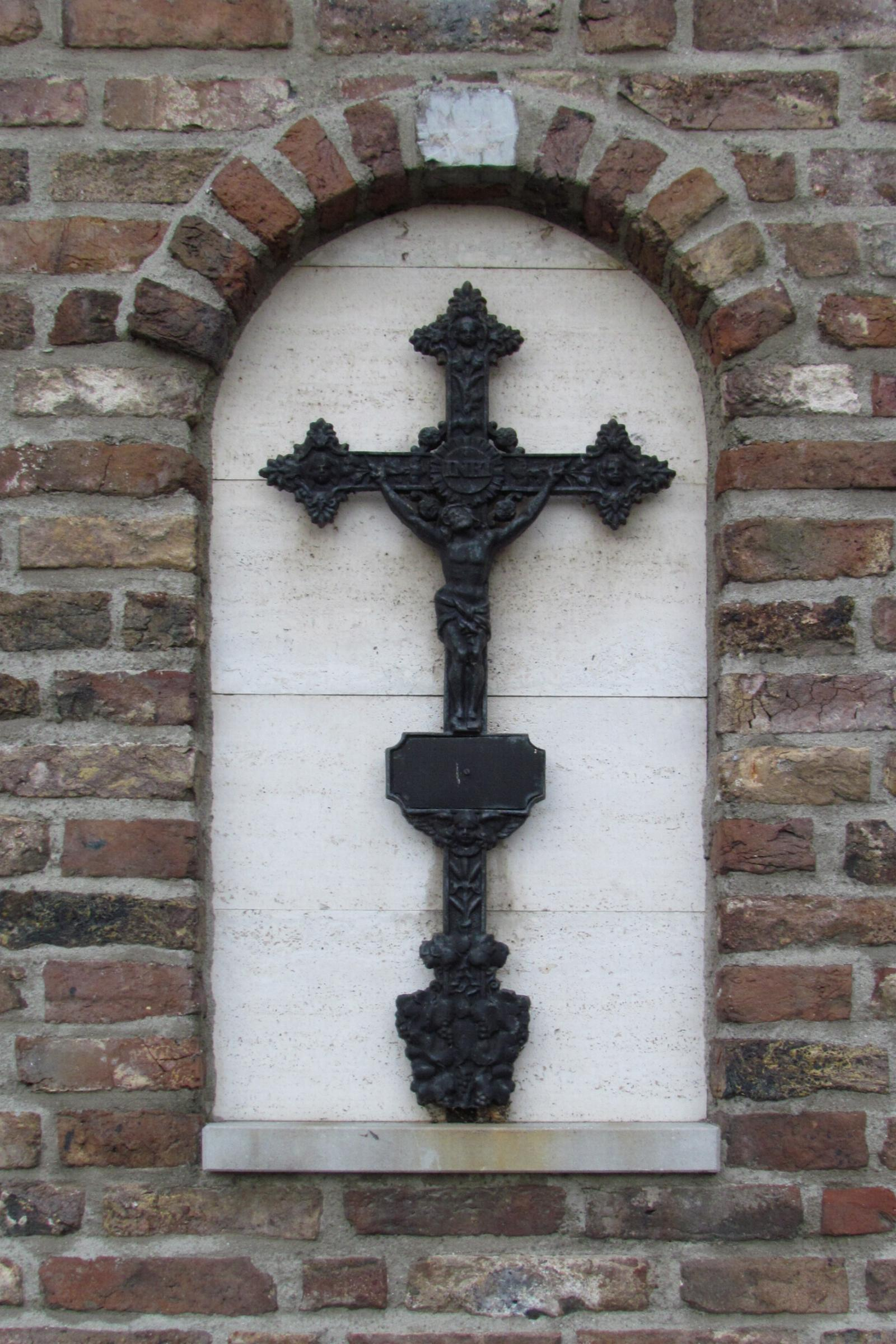
Wandkreuz

- Katholische Pfarrkirche St. Anna als Denkmal Nr. 1
- Buntverglasung in der katholischen Pfarrkirche[7]
- 600 Jahre alte Linde in Tripsrath (wurde 2020 entfernt)
- Wegekreuz in Tripsrath

## Infrastruktur
- Es existieren mehrere landwirtschaftliche Betriebe mit Tierhaltung, ein Pferdehof, eine Hundezucht, eine Gärtnerei, eine Kfz-Werkstatt, ein Autohändler und ein Betrieb für Autoteile, eine Dachdeckerei und zwei Schreinereien, eine Druckerei, ein Restaurant, ein Schnellimbiss, ein Betrieb für Beton- und Natursteine, eine Heilpraktikerin und eine Fußpflege, ein Fachgeschäft für Reitsport, ein Steuerberater und mehrere Kleingewerbebetriebe.
- Einer der Spielplätze für Tripsrath befindet sich Am Pöllenweg und der zweite Spielplatz befindet sich am Kreuz.
- Der Ort hat Anschluss an das Radverkehrsnetz NRW.

## Verkehr
Die AVV-Buslinien 410 und GK2 der WestVerkehr verbinden Tripsrath wochentags mit Heinsberg und Geilenkirchen. Abends und am Wochenende kann der Multi-Bus angefordert werden.
| Linie | Verlauf |
| ----- | --- |
| 410   | (Oberbruch Schulzentrum – Unterbruch –) Heinsberg Busbf – Heinsberg AOK – (Schleiden – Uetterath – Rischden) / (Aphoven – Scheifendahl – Straeten – Waldenrath – Tripsrath – Hochheid) – (Bauchem – Geilenkirchen Schulzentrum – Bauchem –) Geilenkirchen Bf |
| GK2   | (Geilenkirchen Bf – Bauchem) / (Gillrath – Hatterath) – Niederheid (– Rischden – Tripsrath – Hochheid) |

## Vereine
- Hochheider Dorfverein e. V.
- Musikverein Sankt Anna Tripsrath e. V.
- SV (Spielvereinigung) Süggerath-Tripsrath 09/18 1999 e. V.
- Vielharmonie e. V. Tripsrath
- Gesangverein Da Capo
- Förderverein des Gesangs in Tripsrath
- Katholischer Kindergarten Sankt Anna Tripsrath
- Jugendgruppe Katholische Pfarrgemeinde St. Anna
- Missionskreis Tripsrath

## Regelmäßige Veranstaltungen
- Patronatsfest und Kirmes der Pfarre
- Frühjahrsausstellung des Missionskreises Tripsrath
- Frühjahrskonzert des Musikvereins Sankt Anna Tripsrath
- St. Martin-Umzug in Tripsrath

## Straßennamen
Am Kreuz, Am Pöllenweg, Annastraße, Pfarrer-Holzberg-Straße, Eiseder Hof, Hubertusstraße, Königshof, Markusstraße, Martinusstraße, Stratener Weg, Tripsrather Feld, Uetterather Weg